# Amt Peckelsheim

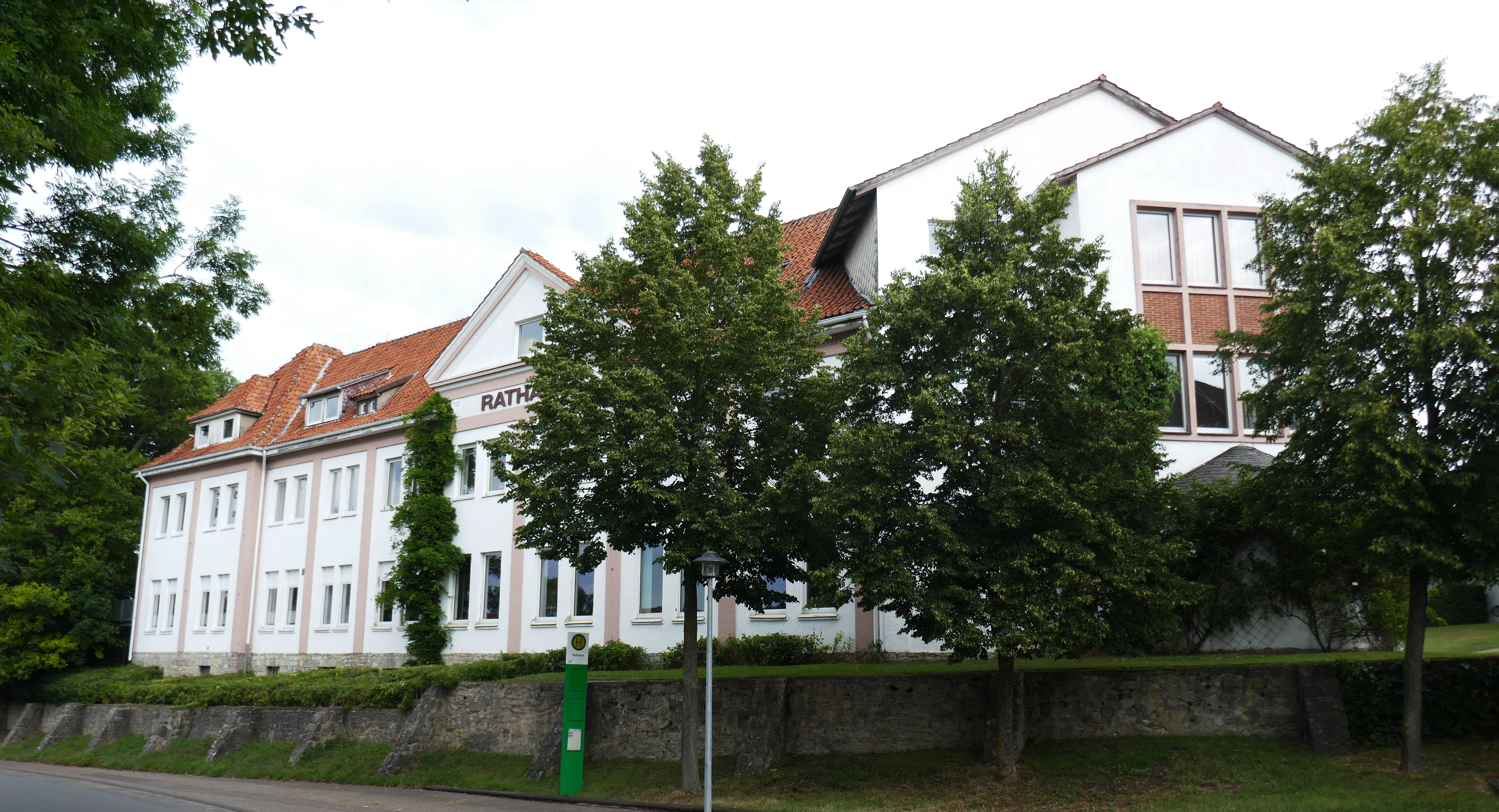
Rathaus Peckelsheim

Das Amt Peckelsheim war ein bis 1974 bestehendes Amt im ostwestfälischen Kreis Warburg in Nordrhein-Westfalen. Seine historischen Vorgänger waren die Landvogtei Peckelsheim und der Kanton Peckelsheim.

## Vorgeschichte

### Die Landvogtei Peckelsheim
Die Landvogtei Peckelsheim war bis zu den Napoleonischen Kriegen eine Verwaltungseinheit im Hochstift Paderborn. Zu ihr gehörten die Stadt Peckelsheim sowie die Gemeinden Borlinghausen, Dössel, Drankhausen, Eissen, Engar, Fölsen, Großeneder, Helmern, Hohenwepel, Ikenhausen, Löwen, Lütgeneder, Niesen, Schweckhausen und Willegassen.

### Der Kanton Peckelsheim
Nachdem das Gebiet des Hochstifts 1807 an das Königreich Westphalen gefallen war, wurden neue Verwaltungsstrukturen nach französischem Vorbild geschaffen; meistens ohne Berücksichtigung historischer Gebietsgrenzen. Zum Kanton Peckelsheim gehörten die Stadt Peckelsheim sowie die Gemeinden Borlinghausen, Drankhausen, Eissen, Engar, Helmern, Ikenhausen, Löwen, Schweckhausen und Willegassen. Im Jahre 1810 hatte der Kanton Peckelsheim 3387 Einwohner. Der Kanton gehörte zum Distrikt Höxter im Departement der Fulda des Königreichs und fiel 1813 an Preußen. 1816 wurden der Kanton dem neuen Kreis Warburg zugeschlagen und bestand in diesem als Verwaltungsbezirk fort.

## Das Amt Peckelsheim
Im Rahmen der Einführung der westfälischen Landgemeinde-Ordnung von 1841 wurden aus den unterhalb der Kreisebene bestehenden Verwaltungsbezirken, sofern es sich nicht um Städte gemäß der revidierten Städteordnung handelte, Ämter gebildet. Im Kreis Warburg wurde dadurch aus dem Verwaltungsbezirk Peckelsheim das Amt Peckelsheim. Zum Amt gehörten zunächst alle Gemeinden des alten Kantons Peckelsheim. Etwa 1849 wechselte die Gemeinde Drankhausen aus dem Amt Peckelsheim in das Amt Borgholz. Um 1870 wechselten die beiden Gemeinden Fölsen und Niesen aus dem Amt Gehrden in das Amt Peckelsheim.
Die Gemeinden des Amts hatten bei der letzten Volkszählung vor der Amtsauflösung Mitte 1970 eine Wohnbevölkerung von 5234 Einwohnern. Bei einer Fläche von 91,91 km² ergibt sich eine durchschnittliche Bevölkerungsdichte von 57 Einwohnern pro Quadratkilometer, die weit unter dem Kreisdurchschnitt von 88 Einwohnern pro Quadratkilometer lag. Damit war das Amt das kleinste des Kreises und gleichzeitig das mit der geringsten Bevölkerungsdichte. Die folgende Übersicht zeigt die elf Gemeinden mit Bevölkerungs- und Gebietsstand vom 27. Mai 1970:
| Name               | Einwohner | Fläche in km² |
| ------------------ | --------- | ------------- |
| Borlinghausen      | 478       | 8,97          |
| Eissen             | 730       | 8,09          |
| Engar              | 276       | 2,68          |
| Fölsen             | 216       | 5,87          |
| Helmern            | 248       | 6,50          |
| Ikenhausen         | 201       | 3,52          |
| Löwen              | 422       | 9,37          |
| Niesen             | 577       | 12,25         |
| Peckelsheim, Stadt | 1690      | 22,65         |
| Schweckhausen      | 292       | 10,44         |
| Willegassen        | 104       | 1,65          |
| Amt Peckelsheim    | 5234      | 91,99         |

Aufgrund § 32 des Sauerland/Paderborn-Gesetzes vom 5. November 1974 schlossen sich die Gemeinden des Amtes mit den Gemeinden Altenheerse und Willebadessen des Amtes Dringenberg-Gehrden zum 1. Januar 1975 zur neuen Stadt Willebadessen zusammen, die gleichzeitig zum Kreis Höxter kam. Die Ämter Peckelsheim und Dringenberg-Gehrden wurden aufgelöst. Rechtsnachfolgerin beider Ämter ist die Stadt Willebadessen.

## Einwohnerentwicklung
| Jahr | Einwohner | Quelle |
| ---- | --------- | ------ |
| 1843 | 4603      | [ 9 ]  |
| 1871 | 4769      | [ 9 ]  |
| 1910 | 4309      | [ 10 ] |
| 1939 | 4383      | [ 11 ] |
| 1950 | 6252      | [ 12 ] |
| 1961 | 5163      | [ 12 ] |
| 1970 | 5234      | [ 12 ] |

## Geographie
Das Amt Peckelsheim lag mittig im Kreis Warburg. An das Amt grenzten im Uhrzeigersinn beginnend im Norden die Ämter Dringenberg-Gehrden, Borgentreich und Warburg-Land (Kreis Warburg) sowie der Kreis Büren. Die Gemeinde Fölsen umschloss eine kleine Exklave der Stadt Willebadessen (Amt Dringenberg-Gehrden).